# Strood
Strood este un oraș în comitatul Kent, regiunea South East, Anglia. Orașul se află în districtul unitar Medway a cărui reședință este.